# Stanisław Mazur

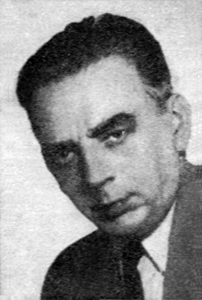
Stanisław Mazur

Stanisław Mieczysław Mazur (* 1. Januar 1905 in Lemberg, Österreich-Ungarn; † 5. November 1981 in Warschau) war ein polnischer Mathematiker der Lemberger Mathematikerschule und Mitglied der Polska Akademia Nauk.

## Leben
Mazur studierte 1923 bis 1926 Mathematik an der Jan Kazimierz Universität in Lemberg und in Paris. 1926 bis 1935 war er Assistent am dortigen Lehrstuhl für mathematische Analysis bei Stefan Banach und promovierte 1932 bei ihm. Er leistete einen wichtigen Beitrag unter anderem zu geometrischen Methoden der linearen und nicht-linearen Funktionalanalysis und zu Banachalgebren. Er war einer der Autoren des Schottischen Buches und enger Mitarbeiter von Banach in der Lemberger Mathematikerschule (da er Deutsch besser sprach als Banach überarbeitete er dessen in deutscher Sprache veröffentlichten Arbeiten auch sprachlich) und in den Diskussionsrunden im Schottischen Café. Eines der von ihm gestellten Probleme war das Basisproblem für Banachräume, das er 1936 stellte (Nr. 153 im Schottischen Buch) und für dessen Lösung er eine lebende Gans auslobte. 37 Jahre später überreichte er Per Enflo eine Gans, als dieser das Problem 1972 löste. 1936 habilitierte er sich und lehrte in Lemberg. Ab 1948 arbeitete Mazur an der Universität Warschau. Er war seit den 1930er Jahren Mitglied der kommunistischen Partei und hatte hohe Funktionen als Wissenschaftsorganisator in Polen.
1932 kündigte er den Ergodensatz in Banachräumen an, veröffentlicht erst 1938 von Shizuo Kakutani und Kōsaku Yosida. Er befasste sich auch mit Wahrscheinlichkeitstheorie, Theorie der Summierbarkeit und rekursiven Funktionen und war ein Pionier bei unendlichen Spielen. Einige seiner Resultate zur Funktionalanalysis flossen auch in das Werk von Banach ein, häufig ohne die Autorschaft explizit zu erwähnen (zum Beispiel der schwache Basissatz in Banachs Theorie des operations lineaires).
1936 war er mit Juliusz Schauder eingeladener Sprecher auf dem Internationalen Mathematikerkongress in Oslo.
1980 wurde er Ehrendoktor der Universität Warschau und 1978 Ehrenmitglied auf Lebenszeit der polnischen mathematischen Gesellschaft.